# Akhmednabi Akhmednabiev
Akhmednabi Omardibirovitx Akhmednabiev (rus: Ахмеднаби Омардибирович Ахмеднабиев ; Karata, Daguestan, 29 de desembre de 1958 - Semender, Daguestan, 9 de juliol de 2013) va ser un periodista rus, conegut pels seus informes sobre violacions de drets humans al Daguestan. Subdirector del setmanari Novoye Delo i corresponsal de Caucasian Knot, el 2013 va ser assassinat a trets a Semender.
Akhmednabiev va néixer el 1959 al poble de Karata, al districte d'Akvvakh del Daguestan. El 1983, es va llicenciar en medicina i va treballar al seu poble natal. Des de principis dels anys noranta, va començar a treballar com a periodista. Entre 2005 i 2006, va treballar al diari Chernovik, i posteriorment entrà a treballar al setmanari Novoye Delo, on fou redactor en cap i subdirector. També fou corresponsal del mitjà digital Caucasian Knot. L'any 2009, el nom d'Akhmednabiev va aparèixer en un fulletó anònim, distribuït a Makhatxkalà, on s'amenaçava de mort a una sèrie de periodistes, advocats i activistes. Va ser la primera de varies amenaces, que segons el seu advocat i l'organització Human Rights Watch van ser ignorades per les autoritats, que tampoc van investigar un primer intent d'assassinat el gener de 2013 on va sortir il·lès. El 9 de juliol de 2013 vas ser abatut per dotze trets dins del seu cotxe, a 50 metres de casa seva, al poble de Semender, un suburbi de la ciutat de Makhatxkalà.